# Williamsport, Indiana
Williamsport är administrativ huvudort i Warren County i den amerikanska delstaten Indiana. Orten planlades 1828 och fick sitt namn efter markägaren William Harrison.